# Гольцман, Вильгельм
Ксила́ндр (лат. Xylander) — эллинизированное имя, под которым известен немецкий гуманист-эллинист XVI века Вильгельм Го́льцман (нем. Wilhelm Holtzman; 1532—1576). Учился в Тюбингене, преподавал в Гейдельберге. Им впервые изданы такие важные греческие тексты, как историческая хроника Георгия Кедрина и книга Марка Аврелия «К самому себе» в его латинском переводе.